# Rainn Wilson
Rainnfall Heat Wave Extreme Winter Wilson (amb nom de naixement Rainn Percival Dietrich Wilson, Seattle, Washington; 20 de gener de 1966) és un actor, còmic, podcaster, productor i escriptor nord-americà. És més conegut pel seu paper de Dwight Schrute en la comèdia de NBC The Office, per la qual va obtenir tres nominacions consecutives als premis Emmy com a millor actor secundari en una sèrie de comèdia.
Nascut a Seattle, Wilson va començar a actuar a la Universitat de Washington, i més tard va treballar en el teatre a la ciutat de Nova York després de graduar-se el 1986. Wilson va fer el seu debut cinematogràfic a Galaxy Quest (1999), i després va tenir papers secundaris a Gairebé famosos (2000), Full Frontal (2002) de Steven Soderbergh i House of 1000 Corpses (2003). També va tenir un paper recurrent com Arthur Martin a la sèrie d'HBO Six Feet Under del 2003 al 2005. Del 2018 al 2021, va protagonitzar el paper de Trevor a la comèdia Mom de la CBS.
Wilson va ser escollit per interpretar Dwight Schrute a The Office el 2005, paper que va interpretar fins al final de la sèrie el 2013. Altres crèdits cinematogràfics inclouen papers principals a les comèdies The Rocker (2008) i Super (2010), així com papers secundaris a les pel·lícules de terror Cooties (2014) i The Boy (2015). El 2009, va posar la seva veu a la pel·lícula de ciència-ficció animada per ordinador Monstres contra alienígenes com el malvat Gallaxhar i va posar veu a Gargamel a Els Barrufets. El poble amagat. Més recentment, ha tingut un paper recurrent a Star Trek: Discovery (2017), així com un paper secundari a The Meg (2018). També és la veu de Lex Luthor a l'Univers Cinematogràfic Animat de DC.
Fora de l'actuació, Wilson va publicar una autobiografia, The Bassoon King, el 2015, i va cofundar l'empresa de mitjans digitals SoulPancake el 2008.

## Publicacions escrites
- Rainn Wilson. Soul Pancake. 2010. Hatchette Books, ISBN 978-1401310332
- Rainn Wilson. The Bassoon King. 2016. Dutton, ISBN 978-0-525-95453-8